# 登特鎮區 (密蘇里州艾昂縣)
登特鎮區（英語：Dent Township）是位於美國密蘇里州艾昂縣的一個行政鎮區。

## 地方資料
登特鎮區的面積為239.92平方千米，當中陸地面積為238.74平方千米，而水域面積為1.18平方千米。根據2020年美國人口普查的數據，當地共有人口742人，而人口密度為每平方千米3.09人。